# MFZB
MFZB (абревіатура від англ. Motherfucking Zebrahead, Bitch) — четвертий студійний альбом виданий американською панк-рок групою Zebrahead.
Назва альбому походить від назви фанклубу групи. Перші 1,000 копій компакт дисків були зроблені в чотирьох різних кольорах: червоний, жовтий, зелений і синій; синій став офіційним для наступних копій.

## Список пісень
| #   | Назва                                                         | Тривалість |
| --- | ------------------------------------------------------------- | ---------- |
| 1.  | «Rescue Me»                                                   | 3:19       |
| 2.  | «Over the Edge»                                               | 2:46       |
| 3.  | «Strength»                                                    | 3:26       |
| 4.  | «Hello Tomorrow»                                              | 4:04       |
| 5.  | «The Set-Up»                                                  | 3:15       |
| 6.  | «Blur»                                                        | 3:39       |
| 7.  | «House is Not my Home»                                        | 3:21       |
| 8.  | «Into You»                                                    | 3:11       |
| 9.  | «Alone»                                                       | 2:19       |
| 10. | «Expectations»                                                | 3:43       |
| 11. | «Falling Apart»                                               | 3:10       |
| 12. | «Let It Ride»                                                 | 3:09       |
| 13. | «Type A»                                                      | 2:12       |
| 14. | «Runaway»                                                     | 3:22       |
| 15. | «Dear You (Far Away)» (Hidden track "The Fear" plays at 4:38) | 7:25       |

| Японське видання | Японське видання                | Японське видання |
| #                | Назва                           | Тривалість       |
| ---------------- | ------------------------------- | ---------------- |
| 16.              | «Surrender» (Cheap Trick cover) | 3:08             |
| 17.              | «Good Things»                   | 3:03             |
| 18.              | «Dissatisfied»                  | 3:05             |

## Склад виконавців
- Ali Tabatabaee — Фронтмен
- Justin Mauriello — Фронтмен, Ритм-гітара
- Greg Bergdorf — Соло-гітара
- Ben Osmundson — Бас-гітара
- Ed Udhus — Барабани

## Використання
- Пісня «Falling Apart» є в іграх WWE Day of Reckoning, WWE Smackdown! vs. RAW та S.L.A.I.: Steel Lancer Arena International.
- Пісня «Alone» також є в іграх WWE Day of Reckoning та WWE Smackdown! vs. RAW.
- Пісня «Rescue Me» є в грі S.L.A.I.: Steel Lancer Arena International.
- Постер з рекламою MFZB з'являвся в 2007 в фільмі Суперперці.

## Чарти
| Чарт            | Місце | Нагорода |
| --------------- | ----- | -------- |
| Top Heatseekers | 33    |          |
| Japan Charts    | 9     | Золото   |